# سام لوي
سام لوي (19 يوليو 1867 - 29 مارس 1947) (بالإنجليزية: Sam Lowe)‏ هو لاعب كريكت بريطاني (وحمل سابقاً جنسية المملكة المتحدة لبريطانيا العظمى وأيرلندا).